# Почапський Гнат Юхимович

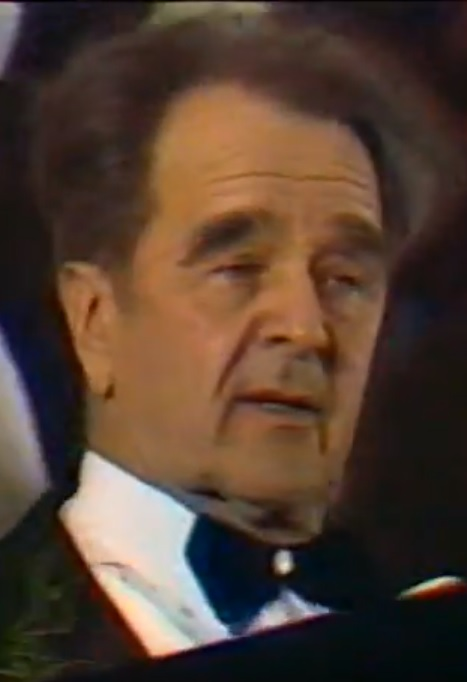
Почапський Гнат Юхимович

Почапський Гнат Юхимович (нар. 2 січня 1922 — пом. 2 січня 2007, Кіровоград, Україна) — заслужений працівник культури України, хормейстер заслуженої аматорської хорової капели України.

## Творчий шлях
Протягом сорока п'яти років очолював хорову капелу при ВАТ «Червона зірка» (з 1954 по 1999 рік).
У 2007 році хоровій капелі було присвоєно ім'я на честь Гната Почапського. На жаль, талановитий хормейстер не дожив до цього дня.